# 木月伊勢町
木月伊勢町（きづきいせちょう）は、神奈川県川崎市中原区の町名。丁目のない単独行政地名。住居表示実施済区域。面積は6.38haである。

## 地理
矢上川の支流である渋川と東急東横線に挟まれた三角形の町域であるが、一部が北に張り出している。一帯は住宅地となっている。
木月伊勢町は北端で今井南町と、南東端で木月住吉町と接し、南西端では木月と、西端では木月祗園町や木月大町と接している。これらの町域はすべて中原区内であり、木月伊勢町は区境や市境には接していない。

## 歴史
当地には元和年間に伊勢宮が勧請され、そのための免田と見られる「伊勢面」という小名も「新編武蔵風土記稿」に残されている。1940年（昭和15年）、木月から分離されて木月伊勢町が成立した。

### 町名の由来
上述のように、当地にあった伊勢宮に由来して、地租改正の時に付けられた小字である伊勢町による。

### 沿革
- 元和年間 - 伊勢宮が勧請される[8]。
- 1909年（明治42年）- 伊勢宮など、木月にあった11社が住吉神社に合祀される[6]。
- 1936年（昭和11年）- 興亜学院（現・新日本学園）が設置される[9]。
- 1940年（昭和15年）- 耕地整理が行われ[10]、木月字伊勢町の全域と字田中耕地の一部から木月伊勢町が成立[6]。
- 1972年（昭和47年）- 川崎市が政令指定都市に移行。当地は川崎市中原区木月伊勢町となる。
- 2003年（平成15年） - 住居表示が実施される。

## 世帯数と人口
2025年（令和7年）6月30日現在（川崎市発表）の世帯数と人口は以下の通りである。
| 町丁       | 世帯数  | 人口    |
| ---------- | ------- | ------- |
| 木月伊勢町 | 985世帯 | 1,641人 |

### 人口の変遷
国勢調査による人口の推移。
| 年                 | 人口  |
| ------------------ | ----- |
| 1995年（平成7年）  | 1,526 |
| 2000年（平成12年） | 1,603 |
| 2005年（平成17年） | 1,748 |
| 2010年（平成22年） | 1,770 |
| 2015年（平成27年） | 1,642 |
| 2020年（令和2年）  | 1,693 |

### 世帯数の変遷
国勢調査による世帯数の推移。
| 年                 | 世帯数 |
| ------------------ | ------ |
| 1995年（平成7年）  | 752    |
| 2000年（平成12年） | 831    |
| 2005年（平成17年） | 924    |
| 2010年（平成22年） | 964    |
| 2015年（平成27年） | 929    |
| 2020年（令和2年）  | 940    |

## 学区
市立小・中学校に通う場合、学区は以下の通りとなる（2022年3月時点）。
| 番地 | 小学校               | 中学校             |
| ---- | -------------------- | ------------------ |
| 全域 | 川崎市立東住吉小学校 | 川崎市立今井中学校 |

## 事業所
2021年（令和3年）現在の経済センサス調査による事業所数と従業員数は以下の通りである。
| 町丁       | 事業所数 | 従業員数 |
| ---------- | -------- | -------- |
| 木月伊勢町 | 27事業所 | 320人    |

### 事業者数の変遷
経済センサスによる事業所数の推移。
| 年                 | 事業者数 |
| ------------------ | -------- |
| 2016年（平成28年） | 23       |
| 2021年（令和3年）  | 27       |

### 従業員数の変遷
経済センサスによる従業員数の推移。
| 年                 | 従業員数 |
| ------------------ | -------- |
| 2016年（平成28年） | 236      |
| 2021年（令和3年）  | 320      |

## 施設
- 新日本学園 - 児童養護施設

また、2010年までは当地に川崎市立住吉保育園があったが、移転・民営化した。なお、そこが伊勢宮の跡地とされる。

## その他

### 日本郵便
- 郵便番号 : 211-0032[3]（集配局 : 中原郵便局[21]）

### 警察
町内の警察の管轄区域は以下の通りである。
| 番・番地等 | 警察署     | 交番・駐在所 |
| ---------- | ---------- | ------------ |
| 全域       | 中原警察署 | 木月交番     |